# 北九州市立大学
北九州市立大学（きたきゅうしゅうしりつだいがく、英語: The University of Kitakyushu）は、福岡県北九州市にある公立大学である。
公立大学法人北九州市立大学によって運営されている。

## 概観

### 大学全体
1946年（昭和21年）7月に創立された小倉外事専門学校が前身である。前校名は北九州大学であったが、2005年（平成17年）4月1日に地方独立行政法人化し、現在の校名となる。
現在、外国語学部・経済学部・文学部・法学部・地域創生学群・国際環境工学部の5学部1学群を有している。 学部生・大学院生6,704名、教員数263名が在籍する。県庁所在地ではない市が設置する公立大学としては最も規模の大きな総合大学である。（2017年（平成29年）5月1日現在）

キャンパスは文系4学部1学群・7大学院研究科が北方キャンパス（北九州市小倉南区北方）、理系1学部・1大学院研究科がひびきのキャンパス（北九州市若松区ひびきの）に位置する。マネジメント研究科は、サテライトキャンパスをJR小倉駅併設のアミュプラザ小倉内にも有する。

### 校歌
作詞は遠丸立・貞松瑩子。作曲は山浦茂人による。

## 沿革

### 年表
- 1946年（昭和21年）7月：小倉外事専門学校創立
- 1950年（昭和25年）4月 北九州外国語大学（外国語学部）へ昇格
- 1953年（昭和28年）4月：北九州大学と改称、商学部商学科開設
- 1954年（昭和29年）6月：小倉外事専門学校廃止
- 1959年（昭和34年）4月：北九州産業社会研究所付置
- 1963年（昭和38年）2月：合併により大学の設置者が小倉市より北九州市となる。
- 1965年（昭和40年）4月：商学部経営学科開設。
- 1966年（昭和41年）4月：商学部経済学科開設、商学部商学科学生募集停止、文学部国文学科・英文学科開設
- 1973年（昭和48年）4月：法学部法律学科・政治学科開設、商学部商学科廃止
- 1981年（昭和56年）4月 大学院経営学研究科（経営学専攻）開設
- 1983年（昭和58年）4月 大学院外国語学研究科（英米言語文化専攻・中国言語文化専攻）開設
- 1984年（昭和59年）4月 大学院法学研究科（法律学専攻）開設
- 1985年（昭和60年）4月 外国語学部米英学科を英米学科に改称
- 1988年（昭和63年）4月 法学部第2部開設
- 1989年（平成元年）4月 大学院経済学研究科（経済学専攻）開設
- 1990年（平成2年）4月：日本語教育センター開設
- 1993年（平成5年）4月：法学部政治学科の行政学科への名称変更、商学部の経済学部への改組等、学部・学科を再編
- 1996年（平成8年）4月：情報処理教育センター開設。
- 2000年（平成12年）4月：昼夜開講制を実施、大学院人間文化研究科（人間文化専攻）開設、 法学部行政学科を政策科学科に改組。
- 2001年（平成13年）4月：北九州市立大学に改称。国際環境工学部開設、国際教育交流センター開設、日本語教育センター廃止。
- 2002年（平成14年）4月：大学院社会システム研究科（地域社会システム専攻）博士後期課程開設。
- 2003年（平成15年）4月：大学院国際環境工学研究科博士前期課程（修士）、博士後期課程同時開設。
- 2004年（平成16年）4月：総合センター開設（付属図書館・情報処理教育センターを統合）。
- 2005年（平成17年）4月：地方独立行政法人化。
- 2006年（平成18年）
  - 4月：財団法人北九州都市協会と北九州産業社会研究所を統合し、新たに都市政策研究所設置、北九州市よりアクア研究センターを大学に移管、入試センター・基盤教育センター・キャリアセンターを設置。
  - 11月：日本格付研究所が長期優先債務「AA」で「安定的」と格付けしたと発表
- 2007年（平成19年）4月：大学院マネジメント研究科（専門職学位課程）開設、外国語学部外国語学科（英語専攻・中国語専攻）を英米学科・中国学科に改組。
- 2008年（平成20年）
  - 4月：国際環境工学部の改組・名称変更（エネルギー循環化学科・環境生命学科を開設、環境機械システム工学科を機械システム工学科に、環境空間デザイン学科を建築デザイン学科に改称）、並びに大学院組織を改組・統合（外国語学研究科、経済学研究科、人間文化研究科の修士課程を社会ステム研究科博士前期課程へ改組、大学院国際環境工学研究科に環境システム専攻を設置）。基盤教育センターにひびきの分室を開設。
  - 6月：アジア文化社会研究センター設置。
- 2009年（平成21年）4月：外国語学部、経済学部、文学部、法学部の各夜間主コースを廃止し、新たに地域創生学群開設。入試センターを入試広報センターに改組
- 2010年（平成22年）4月：地域共生教育センター設置
- 2012年（平成24年）
  - 1月：学術情報総合センターを図書館・情報総合センターに改組。
  - 3月：環境技術研究所設置。
  - 4月：副専攻制度開設。
- 2025年（令和7年） 国際環境工学部環境生命工学科の名称を生命工学科に変更予定

## 基礎データ

### 所在地
- 北方キャンパス（福岡県北九州市小倉南区北方四丁目2-1）
- ひびきのキャンパス（福岡県北九州市若松区ひびきの1-1）

## 教育および研究

### 組織

#### 学部
- 外国語学部
  - 英米学科
  - 中国学科
  - 国際関係学科
- 経済学部
  - 経済学科
  - 経営情報学科
- 文学部
  - 比較文化学科
  - 人間関係学科
- 法学部
  - 法律学科
  - 政策科学科
- 国際環境工学部
  - エネルギー循環化学科
  - 機械システム工学科
  - 情報システム工学科
  - 建築デザイン学科
  - 環境生命工学科 （2025年度から生命工学科に名称変更予定）
- 地域創生学群
  - 地域創生学類

#### 大学院
- 社会システム研究科
  - 現在経済専攻（博士前期課程）
  - 地域コミュニティ専攻（博士前期課程）
  - 文化・言語専攻（博士前期課程）
  - 東アジア専攻（博士前期課程）
  - 地域社会システム専攻（博士後期課程）
- 法学研究科
  - 法律学専攻（修士課程）
    - 研究者コース
      - 法律学系
      - 政策科学系

    - 専修コース
      - 法律学系
      - 政策科学系
- 国際環境工学研究科
  - 環境システム専攻（博士前期課程・博士後期課程）
    - 環境化学プロセスコース
    - 環境バイオシステムコース
    - 環境資源システムコース

  - 環境工学専攻（博士前期課程・博士後期課程）
    - 機械システムコース
    - 建築デザインコース

  - 情報工学専攻（博士前期課程・博士後期課程）
    - 通信・メディア処理コース
    - コンピュータシステムコース
- マネジメント研究科
  - マネジメント専攻（専門職学位課程 (MBA) ）

### 教育
- 2015年（平成27年）4月6日 - スターフライヤーと連携。航空業界への就職を希望する学生の就職活動支援を目的として、航空業界の現状及び職務を学ぶ「エアライン講座」を開設[3]。
- 2018年（平成30年）4月 - 外国語学部国際関係学科の学生有志７名によるグループが、米国ニューヨークで開催された全米模擬国連会議ニューヨーク大会A日程にて、団体賞の“Honorable Mention Delegation Award”を受賞[4]。
- 無法松酒造が新しい日本酒を造るプロジェクトで募集したラベルデザインを、国際環境工学部の学生が作成[5]。
- 地域創生学群のゼミにて、車椅子ソフトボールチームである「北九州シルバーウィングス」を結成。本大学体育館及び多目的ホールで、地域の人々とゼミの学生が共に練習している。年に3回の全国大会（7月北海道・9月埼玉・2月北九州）に向けて、ゼミの教授の指導の下、学生らがサポートしながらその都度チームを組み、試合に出場している[6]。
- 2023年3月、外国語学部国際関係学科の李東俊（リ・ドンジュン）准教授のゼミを受講した17人の学生による「BTS現象」についての2年間にわたる研究をまとめた書籍「『BTS学』への招待　大学生と考えるBTSシンドローム」が出版された[7]。

## 学生生活
学生による自治活動が活発である。同大の学友会は、学生自治組織「学友会中央執行委員会」を執行部に、体育会総務委員会、文化会総務委員会、大学祭実行委員会、應援團、選挙管理委員会、新聞会（休会中）から組織される。年間予算は約3,000万円で、学生が入学時に納入する学友会費が主な歳入。支出の大半は、各サークル・学生団体の活動費と大学祭の費用である。

### サークル活動
以下に挙げるサークルは、体育会、文化会公認のサークルである。他にも非公認サークルが多数存在する。

#### 学生団体（学友会直属）
- 應援團
- チアリーダー部

#### 文化会系サークル
北方キャンパス
- Jazz研究会K&K
- 吹奏楽団
- ピアノ会
- マンドリンクラブ
- 混声合唱団 コール・ユーフォニー
- アカペラの森
- アコースティックギター部
- 管弦楽団
- 軽音楽FLASH
- 軽音ナイツ
- 軽音楽ウィンドフォールズ
- BREMEN
- 太鼓サークル
- E.S.S（英米研究会）
- 中国言語文化研究会
- スペイン語研究会
- 囲碁・将棋部
- 映画研究会
- 演劇研究会
- 茶道研究会
- 写真部
- 美術研究会
- 放送研究会
- 落語研究会
- ワークキャンプ
- 漫画研究会
- SF研究会
- ジャグリングサークルcroissant
- 北九州ボランティアリーダー会
- 映像制作集団ロマンダム
- よさこいサークル灯炎
- 国際協力ボランティアサークルLinc.
- 広告研究会
- 都道府県研究会
- 声劇研究会
- 手芸研究会
- 文芸研究会
- 古文書研究会
- 法学研究会
- 心理学研究会
- 模擬国連
- ISA
- 手話サークル

ひびきのキャンパス
- ギターサークル
- ひびきの芸術サークル
- 写真サークル「photo.poto」
- 学生フォーミュラサークル
- 軽音楽サークル
- ブラスバンドサークル
- 茶道サークル

#### 体育会系サークル
北方キャンパス
- 空手道部
- 少林寺拳法部
- 柔道部
- 剣道部
- ボクシング部
- 弓道部
- 合気道部
- バスケットボール部
- バドミントン部
- バレーボール部
- 卓球部
- ハンドボール部
- Ⅱ部バスケットボール部
- Ⅱ部バドミントン部
- フットサル部
- サッカー部
- 陸上競技部
- ラグビー部
- 硬式野球部（九州六大学野球連盟加盟）
- 硬式庭球部
- ソフトテニス部
- 軟式野球部
- ラクロス部
- 航空部
- ヨット部
- サイクリング部
- 水泳部
- 馬術部 (休部中)
- 山岳部(休部中)
- ワンダーフォーゲル部(休部中)

ひびきのキャンパス
- ダンスサークル
- バスケットボールサークル
- バドミントンサークル
- バレーボールサークル
- 水泳サークル
- フットサルサークル
- ひびきの自動車部
- ひびきのテニスサークル
- HIBIKINO RC（陸上）
- 野球サークル
- 卓球サークル
- サッカーサークル
- 剣道サークル

### 学園祭

#### 北方キャンパス
- 瞬花祭
瞬花祭（しゅんかさい）は北九州市立大学大学祭実行委員会（大祭実）の運営により、夏の大学祭として毎年7月上旬に北方キャンパスで行われている。秋に開催される青嵐祭とは異なり、大学周辺住民とのコミュニケーションを図ることを主眼に置いた催しである。テントにおけるマーケットやJRA小倉競馬場協力のポニー乗馬体験等の野外企画のほか、本館内等では文化系サークルが主催する教室企画が開催されている。かつては「紫陽祭（あじさい）」という名称の文化祭であった。

- 青嵐祭
青嵐祭（せいらんさい）は瞬花祭と同様、北九州市立大学大学祭実行委員会（大祭実）の運営により毎年11月上旬に北方キャンパスで行われる大学祭であり、2019年に73回目の開催が行われた。例年、100店舗を超える各種販売テントの出店や教室企画(学内サークルによるピアノコンサート、アカペラライブ、写真展などの各種企画や展示)、ステージ企画（ミスコン・ミスターコン、学生モデルによるファッションショー）を開催している。ステージゲストとして、有名アーティスト(2017年は平井大)や、お笑い芸人(2019年は江頭2:50、四千頭身)や、アイドル(2017年に究極少女カラット)、モデル(2016年に今井華)が呼ばれている。なお、新型コロナウイルス感染症の影響により、瞬花祭、青嵐祭とも、2020年、2021年の開催は中止となっている。

- 北九州市立大学大学祭実行委員会について
企画・情宣・管理・組織・財政・パンフ・ITの計7局に振り分け、1年生・2年生・三役を含めて、青嵐祭、瞬花祭について準備・運営を行っている学友会所属の組織である。

#### ひびきのキャンパス
- 響嵐祭(大学祭）
秋の学祭として11月にひびきのキャンパスで行われる学園祭。毎年、のど自慢やビンゴ大会、女装コンテスト、お化け屋敷、ベストカップル、ミス・ミスターなどの企画が催されている。また、ゲストとして、お笑い芸人(2017年度はあばれる君、ノボせもん、流れ星、石出奈々子)が呼ばれている。ちなみに、2017年度第15回響嵐祭のテーマは、VERY BERRY FESTIVALYであった。

## 施設

### キャンパス

#### 北方キャンパス
- 使用学部：外国語学部、経済学部、文学部、法学部、地域創生学群
- 使用研究科：法学研究科、社会システム研究科、マネジメント研究科
- 交通アクセス：
  - 北九州モノレール「競馬場前駅」下車、徒歩3分。
  - 西鉄バス「競馬場前北九州市立大学前」下車、徒歩5分。
  - 西鉄バス「北方・北九州市立大学前」下車、徒歩3分。
  - 九州自動車道小倉南インターチェンジから国道322号を経由、約20分。

JRA小倉競馬場が道路を挟んでキャンパス西側にあり、キャンパス東側には陸上自衛隊小倉駐屯地が位置する。
大学院（通称「北九大ビジネススクール (K2BS)」）もこの北方キャンパスに設置されている（マネジメント研究科は土曜日の授業のみ）。
北方キャンパスの本館は池原義郎の設計で1995年(平成7年)6月竣工。1997年(平成9年)のBCS賞を受賞している。

#### ひびきのキャンパス
- 使用学部：国際環境工学部
- 使用研究科：国際環境工学研究科

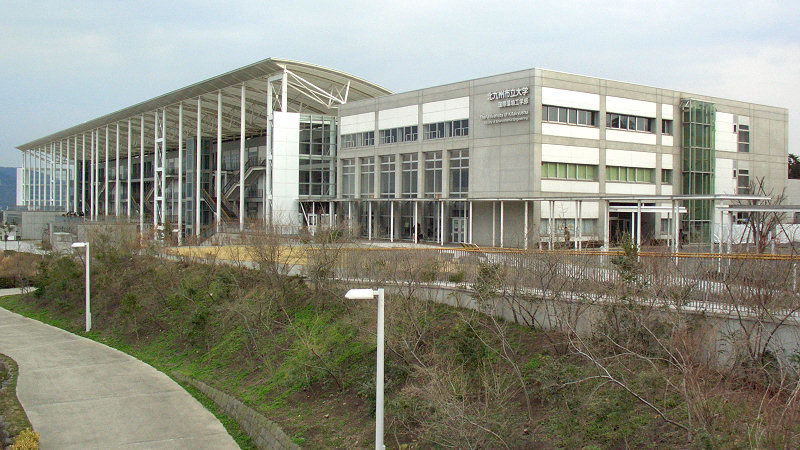
ひびきのキャンパス

- 交通アクセス：西鉄バス、北九州市営バス「学研都市ひびきの」下車、徒歩2分。

国公私立の大学・大学院、企業や研究機関が集積する北九州学術研究都市の中核をなす。JR折尾駅から市営バスにて連絡。
北方キャンパスとは約15キロメートル離れている。ひびきのキャンパスの学生が北方キャンパスの部活動に参加していることもある。

#### 小倉サテライトキャンパス

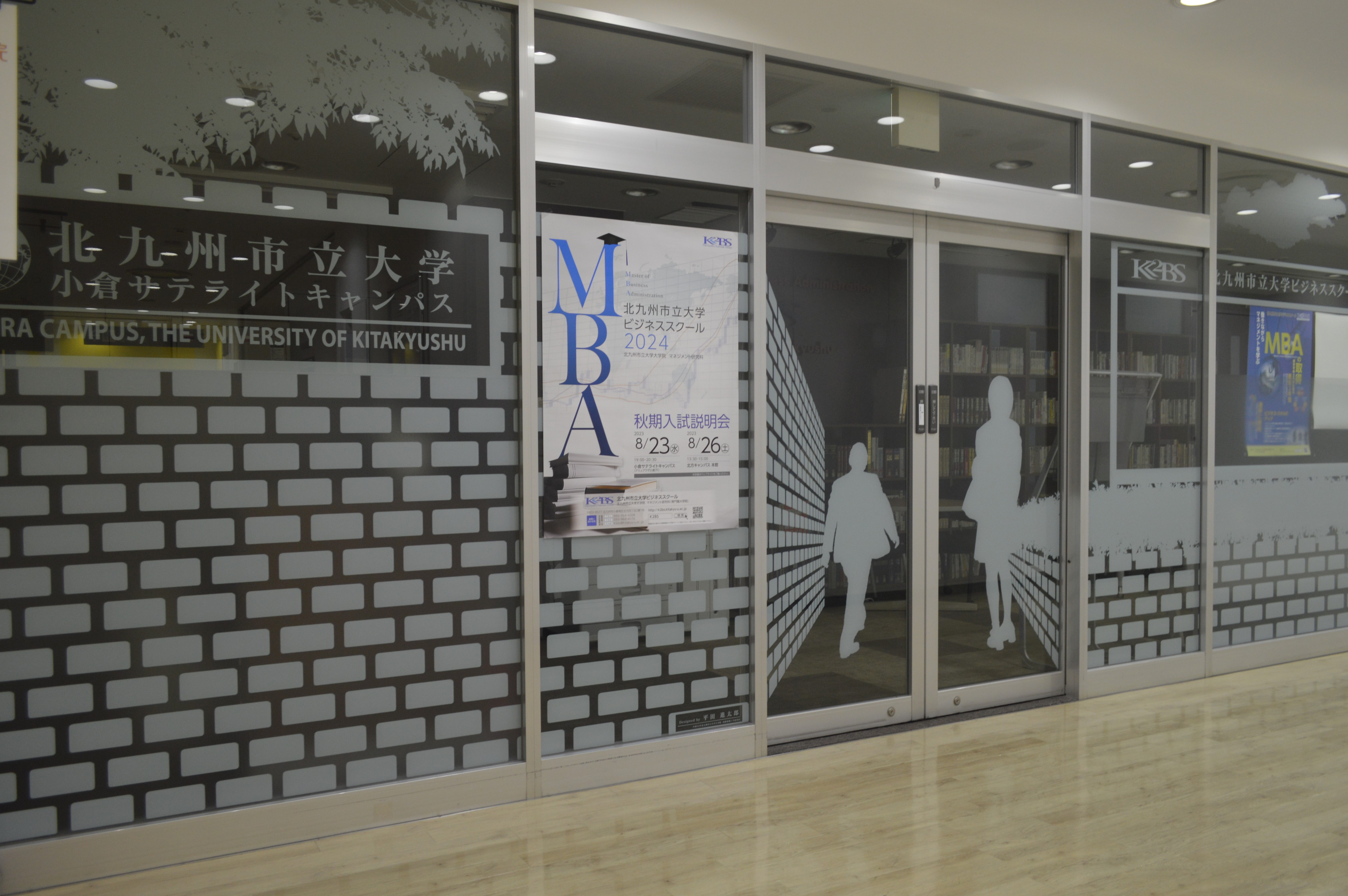
小倉サテライトキャンパス

- 使用学部：なし
- 使用研究科：マネジメント研究科
- 交通アクセス：小倉駅直結

## 対外活動
- 北九州学術研究都市連携大学院
  - 北九州市立大学、九州工業大学、早稲田大学が参加する連携大学院。北九州学術研究都市で行われている取組み。北九州市立大学を代表校とするカーエレクトロニクスコースと九州工業大学を代表校とするインテリジェントカー・ロボティクスコースがある[8][9]。
- 北九州学術研究都市産学連携フェアへの参加
  - 北九州学術研究都市で行われる産学連携フェアには参加し、出展している[10][11]。北九州学術研究都市では、北九州市立大学国際環境工学部・大学院国際環境工学研究科、九州工業大学大学院生命体工学研究科、早稲田大学大学院情報生産システム研究科、九州歯科大学、産業医科大学、英国クランフィールド大学、理化学研究所脳科学総合研究センター、安川電機などが連携している[12][13][14][15]。
- 4大学スクラム講座
  - 北九州市内の4大学（北九州市立大学、九州工業大学、九州歯科大学、産業医科大学）は、国公私立の大学間の垣根を越え連携し合い、単一の大学では実現できない講座を実施している[16][17][18]。
- 地域連携による「ものづくり」継承支援人材育成協働プロジェクト
  - 北九州市内の4大学（北九州市立大学、産業医科大学、九州工業大学、九州歯科大学）が、医療分野、福祉分野、工学・技術分野という専門性と特色を活かしつつ、学習内容を相互補完・拡充し、地域ニーズに応じた学際的職業人を育成する[19][20]。
- 北九州産業学術推進機構の大光量LED製品化に協力
  - 北九州産業学術推進機構の産学連携組織「ひびきのLEDアプリケーション創出協議会」は、大光量照明用LEDを2014年中に製品化する。LED照明で課題の放熱は北九州市立大学が、電源は九州工業大学の研究チームがそれぞれを担当する[21][22]。
- 大学コンソーシアム関門
  - 北九州市内の4大学（北九州市立大学、西日本工業大学、九州国際大学、九州共立大学）と山口県下関市内（下関市立大学）の計5大学が参加している。関門地域の高等教育の充実及び発展を図り、地域社会への貢献を目的とした共同授業が開かれている。また、一般市民も参加できる市民公開講座を実施している[23]。
- 北九州・下関まなびとぴあ（地（知）の拠点大学による地方創生推進事業）
  - 北九州市立大学（代表）、九州栄養福祉大学、九州共立大学、九州工業大学、九州国際大学、九州歯科大学、九州女子大学、産業医科大学、西南女学院大学、西日本工業大学、下関市立大学、梅光学院大学、北九州工業高等専門学校の12大学・1高等専門学校が参加[24]。学生の地域就職を目的とする。

## 社会との関わり

### 不祥事
- 2018年（平成30年）4月12日、研究目的で購入された機材を売却して代金を着服したとして、国際環境工学部の准教授が業務上横領容疑で逮捕された[25]。准教授は同年5月2日に起訴され、10月17日に懲戒解雇処分となった[26]。